# San Miguel Tlacotepec
San Miguel Tlacotepec är en ort i Mexiko.   Den ligger i kommunen San Miguel Tlacotepec och delstaten Oaxaca, i den sydöstra delen av landet, 250 km sydost om huvudstaden Mexico City. San Miguel Tlacotepec ligger 1 734 meter över havet och antalet invånare är 1 621.
Terrängen runt San Miguel Tlacotepec är huvudsakligen kuperad, men åt nordost är den bergig. Runt San Miguel Tlacotepec är det ganska glesbefolkat, med 28 invånare per kvadratkilometer. Närmaste större samhälle är Santiago Juxtlahuaca, 13,5 km söder om San Miguel Tlacotepec. I omgivningarna runt San Miguel Tlacotepec växer huvudsakligen savannskog.